# 魚の開き

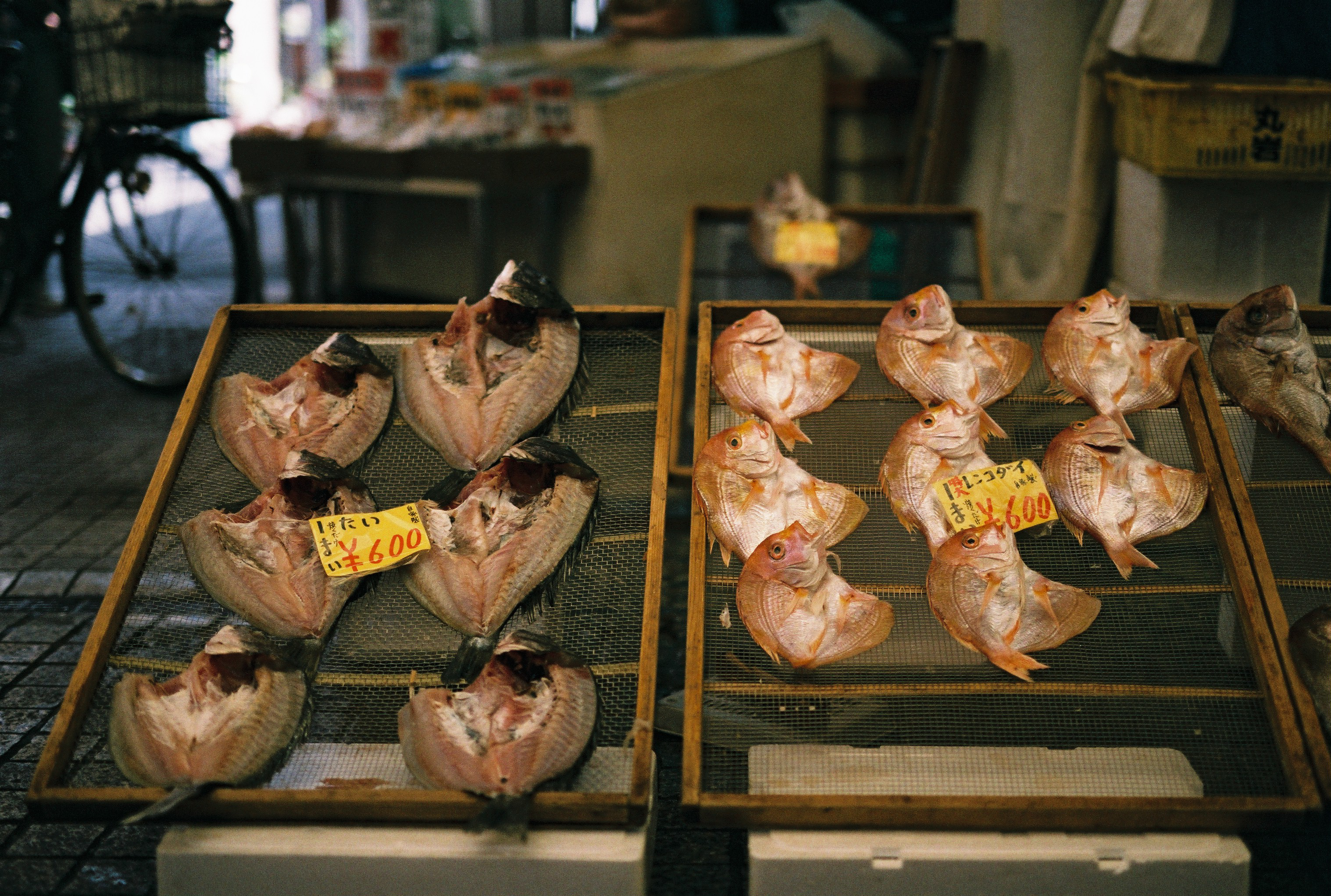
鯛の開き

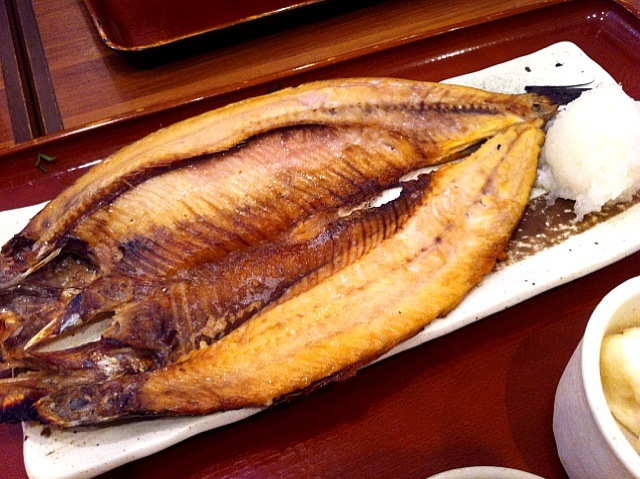
にしんの開き

魚の開き（さかなのひらき）は、魚の加工法の一種で、腹又は背から包丁を入れて身を切り離さないように開く調理法。また、その加工によって開いた魚の干物。魚の開き方には背開きと腹開きがあり、魚体の大小や加工品の種類によって分けられる。また、ウナギの蒲焼のように食習慣の違いから背開きと腹開きが分けられる場合もある。

## 調理法

### 背開き
包丁を魚の頭に近い背側から入れてゆき両側の片身がともに腹側でつながった状態になるよう中骨に沿って尾に向かって開く方法。英語表記はdorsal splitting of fish。サンマやスケトウダラなどの塩干品、サバの塩蔵品などに用いられる方法である。また、関東風の蒲焼では背開きにして調理する。
背開きの方法には次のようなものがある。
- 魚の頭の部分も二つに割って背開きにする方法[6]。「すずめ開き」という[6]。
- 魚の頭の付け根の中骨にまで包丁を入れ、魚の頭を片身のいずれかに付けた状態で背開きにする方法[6]。「片そで開き」ともいう[6]。
- 魚の頭の部分を落して背開きにする方法[6]。
- 魚の頭には包丁を入れずに割らないまま背開きにする方法[6]。

### 腹開き
包丁を魚の頭に近い腹側から入れてゆき両側の片身がともに背側でつながった状態になるよう中骨に沿って尾に向かってまっすぐに腹側を開く方法。エラやワタを取り去ったうえで腹開きにする。「うるめ開き」ともいう。英語表記はventral cutting of fish。腹側の皮が薄い場合（背開きが難しい場合）に適しており小魚の加工に用いられる。実際ほとんど干物に用いられる調理法で、イワシの味醂干しやアジ・サバの開き干しに用いられる。また、関西風の蒲焼では腹開きにして調理される。なお、通常は中骨などは付いたままであるが、姿寿司に加工される場合のように中骨や薄身を取り去ってしまう場合もある。